# Jüdischer Friedhof (Burgdorf)

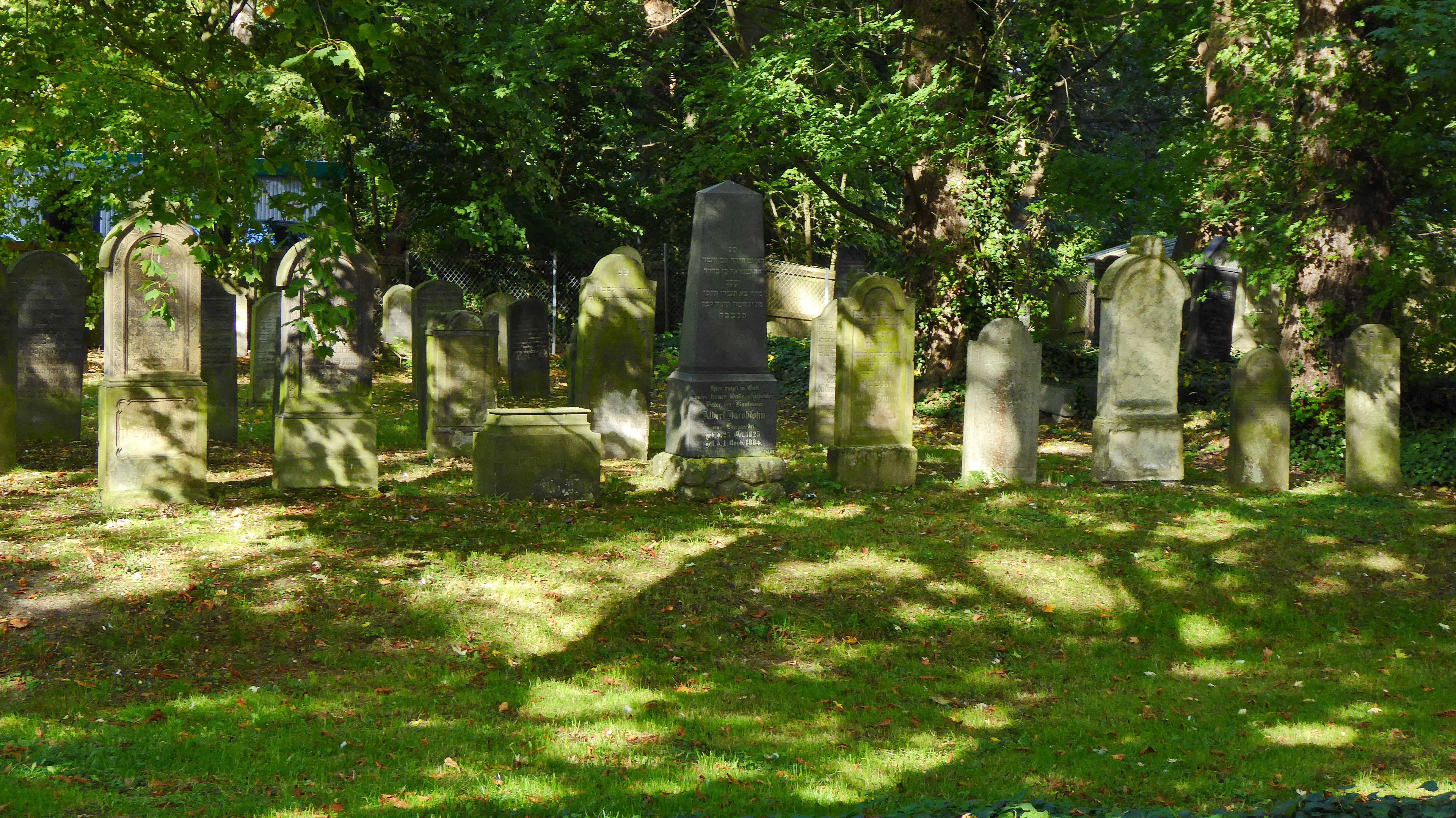
Gräber auf dem Jüdischen Friedhof in Burgdorf

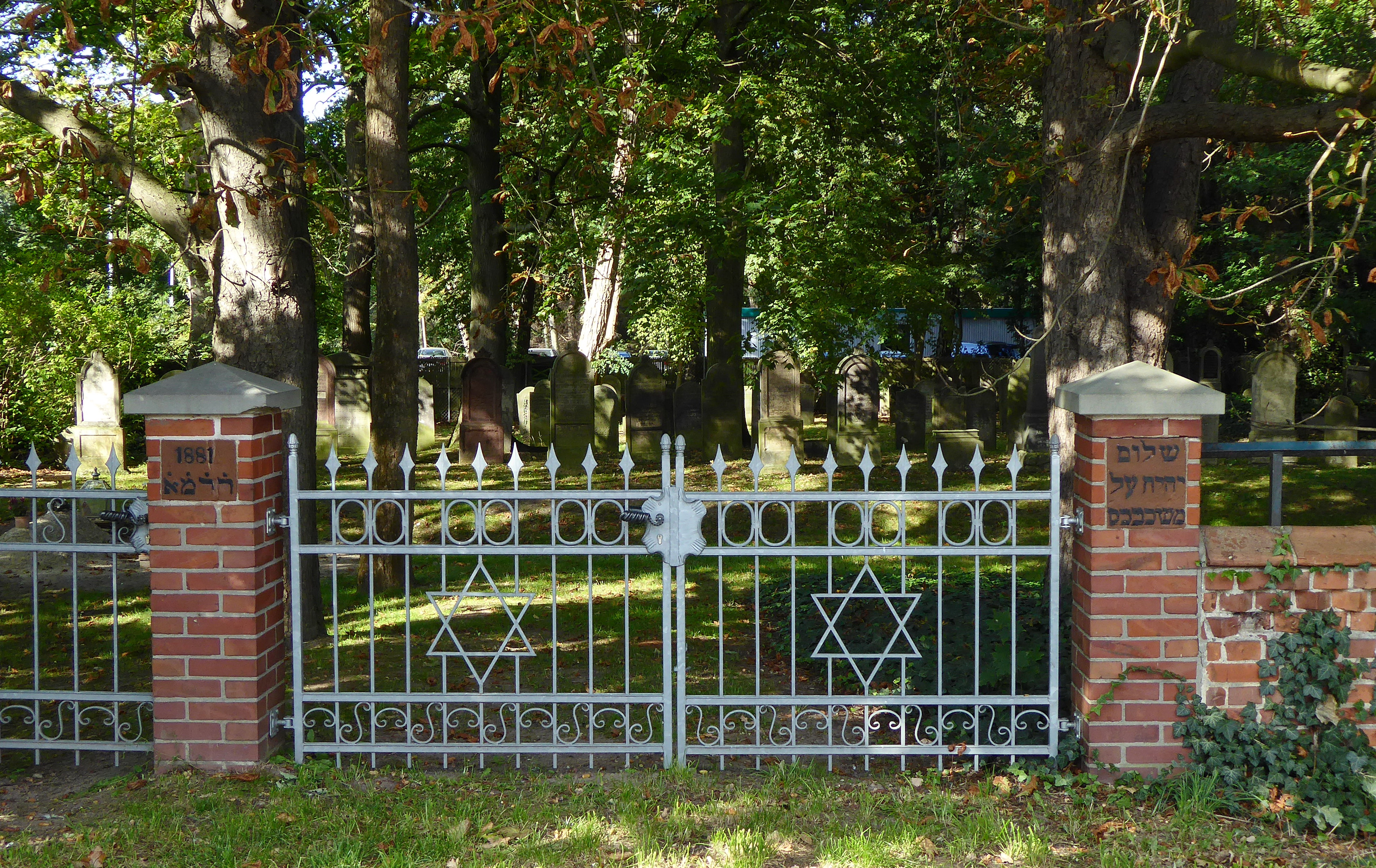
Das normalerweise verschlossene Tor zum Friedhof (Uetzer Straße)

Der Jüdische Friedhof Burgdorf in der niedersächsischen Stadt Burgdorf in der Region Hannover ist ein geschütztes Kulturdenkmal.
Auf dem 1919 m² großen Friedhof in der Uetzer Straße 25 sind 102 Grabsteine vorhanden. 

## Geschichte
Der Friedhof wurde von 1694 bis 1936 belegt, der älteste noch erhaltene Grabstein stammt aus dem Jahr 1750. Im Jahr 1735 wurde der Friedhof mit einem Zaun versehen, 1767 wurde er vergrößert. 1939 wurde der Friedhof geschlossen. Während der NS-Zeit wurden 47 Grabsteine abtransportiert. 1947 und in den 1960er Jahren wurde der Friedhof geschändet. 1953 ging er in den Besitz der Jewish Trust Corporation (JTC) über, 1959 wurde er dem Landesverband der Jüdischen Gemeinden von Niedersachsen übergeben. Das Gymnasium Burgdorf übernahm 1979 die Patenschaft für den Friedhof.